# Kikillo
Enrique Sedano Antolín, Kikillo, (n. Madrid, España, 4 de agosto de 1978) es un exjugador de fútbol sala español y actual delegado y entrenador de las categorías inferiores del F.S. Majadahonda de Primera División femenina.

## Biografía
Criado en Móstoles, Kikillo jugó varias temporadas en la cantera del Real Madrid para más tarde formarse en las categorías inferiores del Móstoles F.S. Debutó el 1997 en División de Honor siendo pieza destacada en aquel histórico equipo azulón. Su hermano Paco Sedano también jugó al fútbol sala como portero del F. C. Barcelona Alusport.
Kikillo fue traspasado en el mercado de invierno de la temporada 2008/2009 del Punctum Millenium Pinto Tien21 al Arcebansa Chint Zamora del Grupo Norte de la División de Plata, en apenas cuatro meses marcó cuatro tantos (uno frente al Tecuni Bilbo en la liga regular y tres en el Play off de ascenso a División de Honor, dos de ellos frente al Butagaz Andorra y uno al Maderas M.Pérez Bujalance). El 23 de mayo de 2009 asciende de nuevo a División de Honor por tercera vez en su carrera al derrotar al Butagaz Andorra por 4 a 2. Este ascenso se sumó a los conseguidos con Móstoles F.S. en la temporada 1999/2000 y Punctum Millenium Pinto Tien21 en la 2007/2008, Kikillo fue un activo importante en el primer ascenso de la Historia de Arcebansa Chint Zamora. En agosto de 2009 ficha por Puertollano Restaurante Dacho como parte del nuevo proyecto de este equipo, reencontrándose allí con otro histórico del Móstoles F. S. como Wiwi. En la temporada 2010/2011 se proclama campeón de Liga con el C. D. Puertollano lo que le convierte en uno de los únicos futbolistas con cuatro ascensos en su carrera (Móstoles F.S., Pinto F.S., Arcebansa Zamora y C.D. Puertollano). En agosto de 2011 ficha por el recién ascendido Manzanares F.S. donde consigue ser subcampeón de Liga. El 13 de agosto de 2012 se confirma su fichaje por el Massey Ferguson F.S. Valdepeñas equipo con el que consigue un histórico ascenso a Segunda División en mayo de 2014.

## Trayectoria
- ......./1997 - Categorías inferiores Móstoles F.S.
- 1997/2006 - Móstoles F.S.
- 2006/2009 - Punctum Millenium Pinto Tien21
- 2008/2009 - Arcebansa Chint Zamora
- 2009/2011 - Puertollano Restaurante Dacho
- 2011/2012 - Manzanares F.S.
- 2012/2017 - Massey Ferguson Valdepeñas
- 2017/2018 - Torrejón Sala Five Play
- 2021/2022 - F.S. El Álamo

## Palmarés
- 4 ascensos a Primera División (2000, 2008, 2009, 2011).
- 4 Ligas de  Segunda División (1999, 2000, 2009, 2011).
- 2 Copas Comunidad de Madrid (2000, 2004).
- 1 Liga de  Segunda División B (2014).
- Mejor jugador Copa Comunidad de Madrid (2000).
- Internacional con la selección sub-23.
- Internacional con la selección sub-21.
- Internacional con la selección absoluta.